# Obras baseadas em sonhos
Em várias ocasiões ao longo da história, os sonhos foram creditados como inspiração para diversos trabalhos criativos e descobertas científicas.

## Livros e Poesia

### Kubla Khan
Samuel Taylor Coleridge escreveu Kubla Khan (concluído em 1797 e publicado em 1816) ao acordar de um sonho influenciado por ópio. Em um prefácio à obra, o escritor descreveu que o poema chegou até ele totalmente concluído, durante um sonho. Desperto, Coleridge começou imediatamente a escrevê-lo, mas foi interrompido por um visitante e não conseguiu se lembrar dos últimos versos. Por isso, manteve-o inédito por muitos anos.

### Frankenstein
Segundo a introdução de sua obra prima Frankenstein ou o Prometeu moderno (1818), a autora inglesa Mary Shelley também teria sido inspirada por um sonho para compor a medonha relação entre criador e criatura:
Coloquei a cabeça sobre o travesseiro, mas não consegui dormir, nem poderia dizer que estivesse pensando. Minha imaginação, solta, possuía-me e guiava-me, dotando as sucessivas imagens que se erguiam em minha mente de uma clareza que ia além dos habituais limites do sonho. Eu via – com os olhos fechados, mas com uma penetrante visão mental –, eu via o pálido estudioso das artes profanas ajoelhado junto à coisa que ele tinha reunido.

### O Estranho caso do Dr. Jekyll e Mr. Hyde
Também conhecido como "O Médico e o Monstro", a obra de Robert Louis Stevenson, segundo sua esposa, também nasceu de um sonho:
Nas primeiras horas de uma manhã, fui acordada por gritos de terror de Louis. Achando que ele teve um pesadelo, eu o acordei. Ele disse com raiva: ‘por que você me acordou? Eu estava sonhando com uma bela história de bicho-papão.’ Eu o havia acordado na primeira cena de transformação.

### Tintim no Tibete
Quando questionado sobre o valor psicológico da neve em Tintim no Tibete, Hergé relatou:
Naquela época, eu estava passando realmente por uma crise e meus sonhos eram quase sempre sonhos em branco. E eles eram muito assustadores. Como eu tomava nota, lembro-me de um deles onde estava numa espécie de torre composta por rampas sucessivas. Folhas mortas caíam e cobriam tudo. A certa altura, numa espécie de alcova de brancura imaculada, apareceu um esqueleto todo branco e tentou me agarrar. E instantaneamente, ao meu redor, o mundo ficou branco, branco. E eu fugi, uma fuga desesperada…

## Música

### (I Can't Get No) Satisfaction, The Rolling Stones

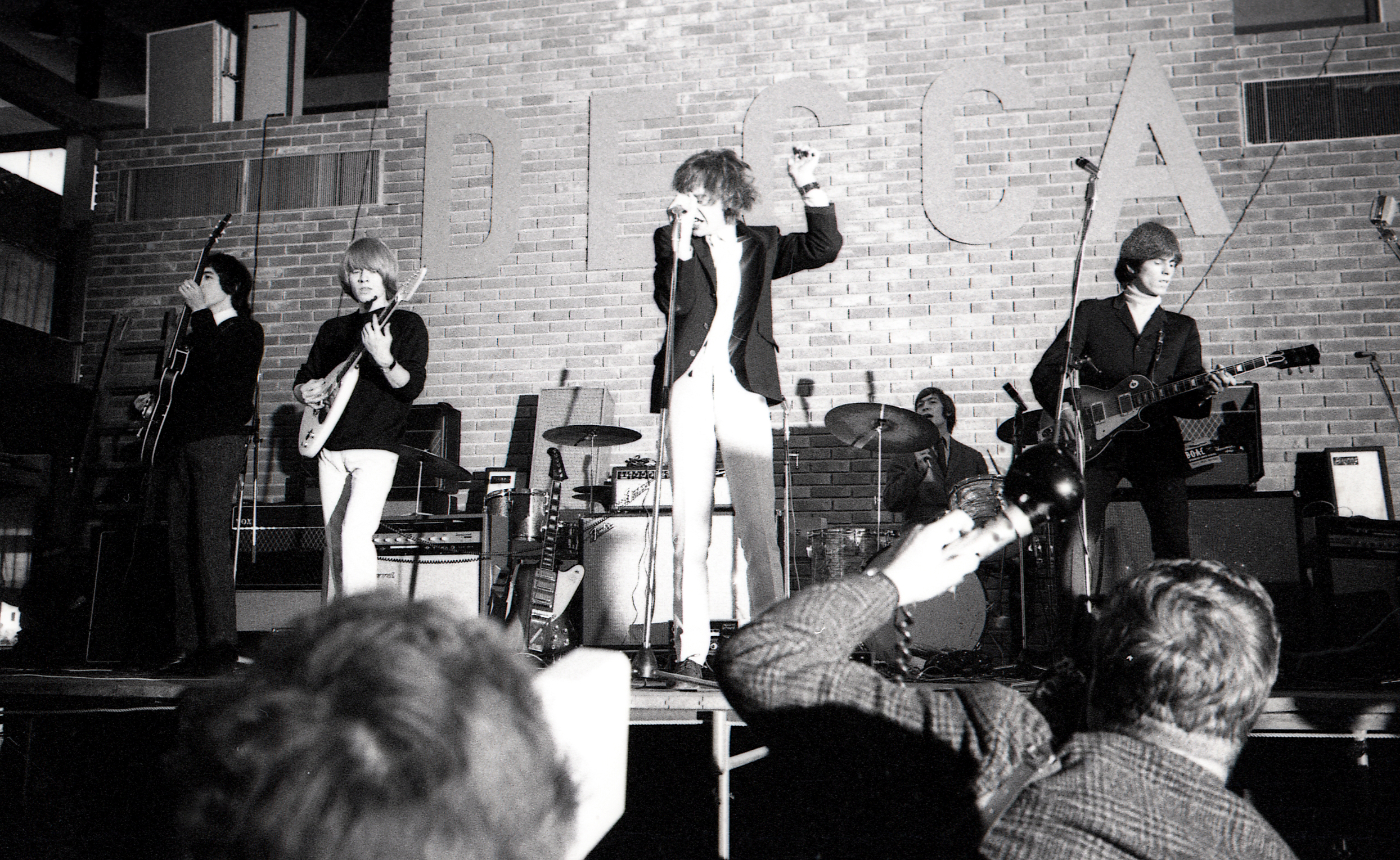
Os Rolling Stones em concerto em Oslo, em 1965.

Keith Richards, lendário guitarrista dos Rolling Stones conta ter sonhado com o marcante riff do clássico (I Can't Get No) Satisfaction. Logo após ter sonhado, Richards acordou, pegou sua guitarra e gravou o riff com que havia sonhado.

### Yesterday, The Beatles
Paul McCartney conta que a melodia da clássica canção dos Beatles "Yesterday" nasceu de um sonho que teve:
'Yesterday' veio do nada, não faço ideia de onde. Sonhei com a melodia. Acordei e tinha a melodia na minha cabeça. Depende de quão longe você quer ir com isso; se você é mais espiritual, então Deus me enviou uma melodia, eu sou um mero veículo. Se você quer ser um pouco mais cínico, então eu estava carregando meu computador por milhões de anos ouvindo todas as coisas que eu ouvia através do meu pai e através dos meus gostos musicais, incluindo pessoas como Fred Astaire, Gershwin e, finalmente, meu computador imprimiu certa manhã, o que ela achava ser uma boa música.
- Commons
- Wikisource
- Wikiquote
- Wikcionário